# Rutilus ylikiensis
Rutilus ylikiensis är en fiskart som beskrevs av Economidis, 1991. Rutilus ylikiensis ingår i släktet Rutilus och familjen karpfiskar. IUCN kategoriserar arten globalt som starkt hotad. Inga underarter finns listade i Catalogue of Life.